# Conrad Aiken

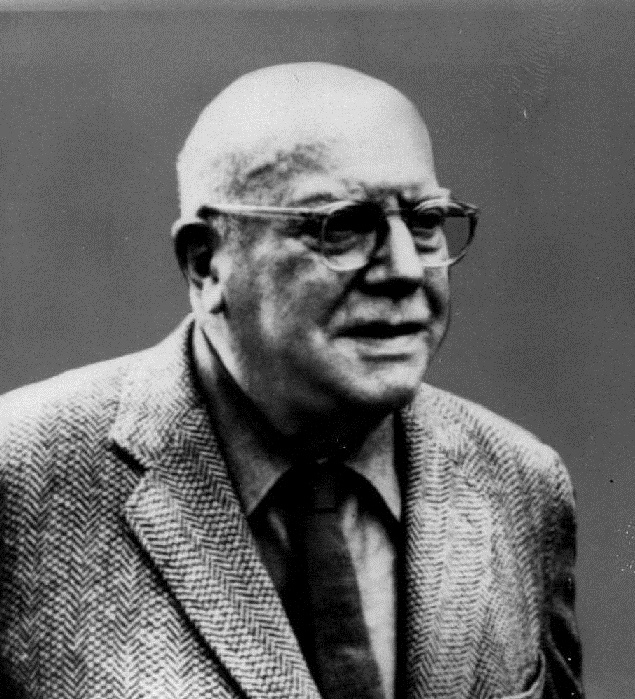
Conrad Aiken

Conrad Potter Aiken (* 5. August 1889 in Savannah, Georgia; † 17. August 1973 ebenda) war ein US-amerikanischer Schriftsteller, ein Verfasser von Gedichten, Romanen, Erzählungen, eines Dramas und einer Autobiographie. 
Als er elf Jahre alt war, tötete sein Vater, ein angesehener Arzt und Chirurg, seine Mutter und sich selbst mit einer Feuerwaffe. Aiken wurde anschließend von seiner Großtante zweiten Grades in Massachusetts aufgezogen.
Insbesondere seine frühen Geschichten waren stark beeinflusst durch den Symbolismus. 1930 gewann Conrad Aiken den Pulitzer-Preis für Poesie für seine Ausgewählten Gedichte, Selected Poems. Er schrieb die oft in Anthologien verwendete Kurzgeschichte Silent Snow, Secret Snow (1934). Zu seiner Sammlung von Gedichten gehören Earth Triumphant (1914), The Charnel Rose (1918) und And In the Hanging Gardens (1933).
Seit 1941 war er Mitglied der American Academy of Arts and Letters.

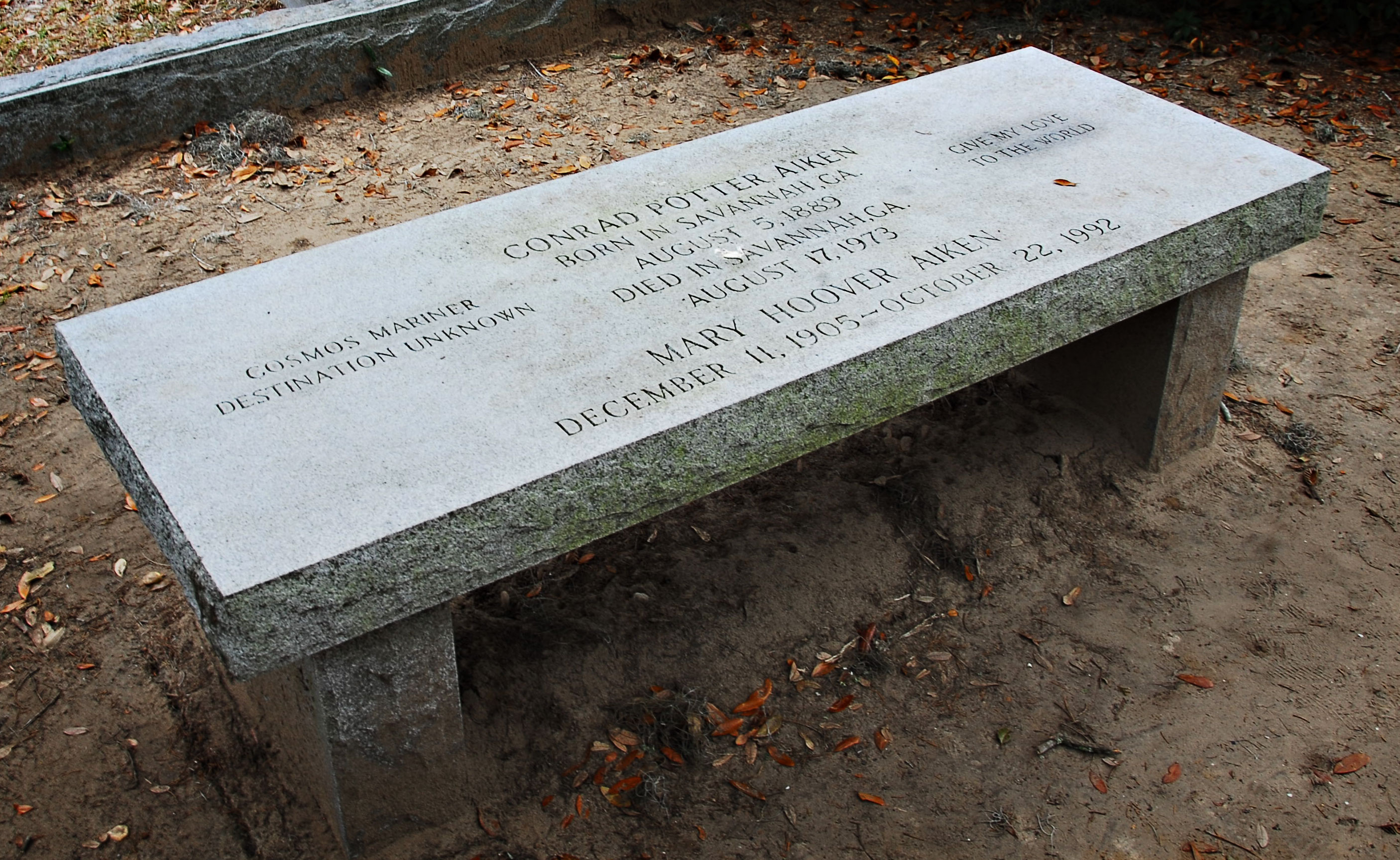
Der Grabstein in Form einer Bank

Der Grabstein von Aiken auf dem Bonaventure Friedhof am Flussufer des Savannah wurde berühmt, nachdem er in dem Bestseller Midnight in the Garden of Good and Evil von John Berendt erwähnt wurde. Einer örtlichen Legende zufolge wünschte sich Aiken einen Grabstein in Form einer Bank als Einladung für Besucher, anzuhalten und einen Madeirawein zu trinken. Die Inschrift lautet: Give my love to the world (Gebt der Welt meine Liebe) und Cosmos Mariner – Destination Unknown (Kosmos Seemann – Ziel unbekannt).
Conrad Aiken ist der Vater der Schriftstellerin Joan Aiken.

## Werke
- Blue Voyage, Roman 1927
- Great Circle, Roman 1933
- Silent Snow, Secret Snow, Erzählung 1934 (dt. Leiser Schnee, heimlicher Schnee 1995)
- Ushant: An Essay, Autobiographie 1952
- Collected Poems, Gedichte 1953 (dt. Auswahl 1956)
- Fremder Mond. Ausgewählte Erzählungen 1963 (Wiesbaden, Limes), 1989 (Frankfurt a,M., Suhrkamp)
- Die Nacht vor der Prohibition und andere Erzählungen, 1987
- Ein Platz, um den Mond zu sehen, Roman 1988